# Indukti
Indukti – polski zespół wykonujący muzykę z pogranicza rocka i metalu progresywnego. Powstał w 2000 roku w Warszawie, z inicjatywy muzyków rozwiązanego zespołu Vein.

## Historia
W 2004 ukazał się debiutancki album Indukti zatytułowany S.U.S.A.R. Rok później ukazała się jego amerykańska edycja, wydana przez wydawnictwo Laser Edge. Na płycie gościnnie zaśpiewał Mariusz Duda z zespołu Riverside, a na harfie zagrała Anna Faber. Płyta była nominowana do nagrody Superjedynki na Festiwalu Polskiej Piosenki w Opolu w 2005 roku w kategorii „Płyta rockowa”.
W 2007 zespół wystąpił m.in. na festiwalach Baja Prog w Meksyku i Near Fest w USA.
27 lutego 2009 roku grupa zakończyła prace nad drugą płytą – Idmen. Na nagranie ośmiu nowych utworów muzycy poświęcili rok. Na płycie gościnnie zaśpiewali Nils Frykdahl z zespołu Sleepytime Gorilla Museum, Maciej Taff z Rootwater oraz Michael Luginbuehl ze szwajcarskiego zespołu Prisma. Ponadto na albumie zagrali Marta Maślanka na cymbałach i Robert Majewski na trąbce. Nowa płyta pt. Idmen została wydana przez niemiecką wytwórnię InsideOut Music. Została uznana płytą miesiąca przez wortale Powermetal.de oraz Metal-revolution. W Polsce płyta ukazała się nakładem Mystic Production.
Ostatni koncert Indukti zagrało 10 kwietnia 2011 roku w warszawskiej Proximie. Od tego czasu zespół raz na kilka lat spotyka się na próbach, ale jego działalność generalnie jest zawieszona. Ewa Jabłońska i Maciej Adamczyk udzielają się w grupie Zahlada.

## Muzycy
| 2000–2001 | - Ewa Jabłońska – skrzypce - Piotr Kocimski – gitara, dijeridoo - Michał Mioduszewski – perkusja - Bartek Kuzia – gitara - Maciej Adamczyk – gitara basowa         |
| 2001–2002 | - Ewa Jabłońska – skrzypce - Piotr Kocimski – gitara, dijeridoo - Bartek Kuzia – gitara - Maciej Adamczyk – gitara basowa - Bartek Nowak – perkusja                |
| 2003–2007 | - Ewa Jabłońska – skrzypce - Piotr Kocimski – gitara, dijeridoo - Maciej Jaśkiewicz – gitara - Maciej Adamczyk – gitara basowa - Wawrzyniec Dramowicz – perkusja   |
| 2007–2011 | - Ewa Jabłońska – skrzypce - Piotr Kocimski – gitara, dijeridoo - Maciej Jaśkiewicz – gitara - Andrzej Kaczyński – gitara basowa - Wawrzyniec Dramowicz – perkusja |
| od 2015   | - Ewa Jabłońska – skrzypce - Piotr Kocimski – gitara, dijeridoo - Maciej Jaśkiewicz – gitara - Maciej Adamczyk – gitara basowa - Wawrzyniec Dramowicz – perkusja   |

### Ostatni skład
- Ewa Jabłońska – skrzypce
- Piotr Kocimski – gitara, dijeridoo
- Maciej Jaśkiewicz – gitara
- Maciej Adamczyk – gitara basowa
- Wawrzyniec „Vaaver” Dramowicz – perkusja

### Byli członkowie
- Andrzej Kaczyński – gitara basowa
- Bartek Nowak – perkusja
- Bartek Kuzia – gitara
- Michał Mioduszewski – perkusja

## Dyskografia

### Albumy studyjne
- S.U.S.A.R. (2004, Off Music; 2005, Laser Edge)
- Idmen (2009, InsideOut Music/Mystic Production)

### Inne
- Koncert w Proximie – 2001 (bootleg)
- Polish Prog-Metal vol.1 – 2003 (składanka, utwór Mantra)
- Polski Art.-Rock vol. 3 – 2003 (składanka, utwór Turecki)
- Myrtwa – 2003 (oficjalne demo)
- Shortcut To Polish Music – 2008 (składanka, utwór Freder)
- Mutum – 2008 (CD EP – 3 utwory z płyty IDMEN w wersjach instrumentalnych)
- Castle Party 2009 – 2009 (składanka, utwór Tusan Homichi)

## Teledyski
- Mantra (realizacja: Piotr Gryz)
- Shade (realizacja Off Music)

## Nagrody i wyróżnienia
- I nagroda Big Star Festiwal 2003
- Nagroda Dziennikarzy na Festiwalu Rockowym Węgorzewo 2005[5]